# Mastacembelus paucispinis
Mastacembelus paucispinis är en fiskart som beskrevs av Boulenger, 1899. Mastacembelus paucispinis ingår i släktet Mastacembelus och familjen Mastacembelidae. IUCN kategoriserar arten globalt som livskraftig. Inga underarter finns listade i Catalogue of Life.